# Трухин, Егор Михайлович
Егор Михайлович Трухин (род. 31 января 1997, Санкт-Петербург) — российский и израильский актёр театра и кино, режиссёр, сценарист, оператор и монтажёр. Наиболее известен по сериалу «90-е. Весело и громко». Сын актёра Михаила Трухина.

## Биография
Родился 31 января 1997 года в Санкт-Петербурге, в семье Заслуженного артиста России Михаила Трухина и актрисы Любови Ельцовой.
С 2009 по 2013 год учился в Театре юношеского творчества. Дебютом стала роль в спектакле «Дуэль», и следом в постановках «Завтра была война», «Том Сойер».
В 2013 году поступил в театральную школу Олега Табакова, а после окончания был принят в стажёрскую труппу. Дебютировал на сцене «Табакерки» в спектакле «На бойком месте» А. Н. Островского, режиссёр Виталий Егоров.
После окончания театральной школы Егор поступил на режиссёрский факультет ГИТИСа, мастерская С. В. Женовача. В качестве пробных работ в роли режиссёра делал работу по картинам Эдварда Мунка, сценические композиции по повести А. П. Чехова «Чёрный монах», по пьесе А. Н. Островского «Не от мира сего», по мотивам книги Александра Сокурова «В центре океана». В 2020 году в ГИТИСе поставил спектакль «Гамлет», участвовал в фестивале студенческих спектаклей «Твой шанс», фестивале «Будущее театральной России» в Ярославле на сцене Волковского театра, Шекспировского фестивале в Ереване (Армения), Международном театральном фестивале «Башня» в Калининграде.
В 2018 году снялся в главной роли в сериале на телеканале СТС «90-е. Весело и громко».
В 2019 году в Санкт-Петербурге снял короткометражный фильм «Тихо», который стал победителем MOSCOW SHORTS в 2021 году как «Лучший экспериментальный фильм».
Осенью 2021 года участвовал в Лаборатории Фантастики в Российском Академическом Молодёжном Театре.
В 2021—2022 гг. снялся в драме «Кэт» режиссёра Бориса Акопова, в драме «Ника» Василисы Кузьминой, и в драме «Один настоящий день» Георгия Шенгелия.
Режиссёрским дебютом Трухина на сцене МХТ им. Чехова стал спектакль «Мама» по мотивам пьесы Флориана Зеллера. В постановке были задействованы Мария Зорина, Кузьма Котрелев, Алексей Красненков. В интервью режиссёр признался, что посвятил спектакль своей матери.
В марте 2022 года уехал из России, выразив протест против вторжения России в Украину, репатриировался в Израиль. В сентябре того же года в Тель-Авиве состоялась премьера спектакля Трухина с Анатолием Белым «Я здесь».
В феврале 2024 года в Тбилиси выпустил спектакль «Как вас много».